# The Commodore Story
The Commodore Story è un film documentario del 2018 diretto da Steven Fletcher.
Si racconta la storia della Commodore e dei suoi computer più venduti, attraverso interviste a ex-dipendenti della società e ad appassionati del settore.